# Lądowisko Nieborów
Lądowisko Nieborów – śmigłowcowe lądowisko w Nieborowie, w gminie Nieborów, w województwie łódzkim. Leży ok. 11 km na wschód od Łowicza. Lądowisko należy do firmy Zakład Naprawy Sprzętu Pożarniczego - Ślusarstwo – Jan Wyszogrodzki.
Lądowisko figuruje w ewidencji lądowisk Urzędu Lotnictwa Cywilnego od 2015 roku.